# David Chaytor
David Chaytor (* 3. August 1949) ist ein Politiker des Vereinigten Königreichs. Er saß von 1997 bis Mai 2010 für die Labour Party im Unterhaus.
2009 beurlaubte die Labour Party seine Mitgliedschaft, nachdem bekannt wurde, dass er falsche Abrechnungen im Umfang von circa 20.000 Pfund abgegeben hatte. Unter anderem rechnete er Zweitwohnsitze und Pornofilme als Spesen ab. Am 7. Januar 2011 verurteilte ihn ein Gericht zu einer Gefängnisstrafe. Nach dem Urteil schloss ihn die Labour Party aus.